# Дуб у Висоцькому заказнику
Дуб у Висо́цькому зака́знику — віковічний дуб. Розташований у межах Висоцького лісгоспу (Дубровицький район, Рівненська область). Зростає у Висоцькому лісовому заказнику, на березі річки Горинь. 
Обхват 6,75 м. Висота 27 м. Вік близько 600 років. Дерево необхідно заповісти.

## Ресурси Інтернету
- Фотогалерея самых старых и выдающихся деревьев Украины  [Архівовано 8 квітня 2014 у Wayback Machine.]

## Виноски
1. 1 2  Шнайдер С. Л., Борейко В. Е., Стеценко Н. Ф. 500 выдающихся деревьев Украины. — К.: КЭКЦ, 2011. — 203 с.